# Taubenturm (Larchant)
Koordinaten: 48° 16′ 53,4″ N, 2° 35′ 19,3″ O

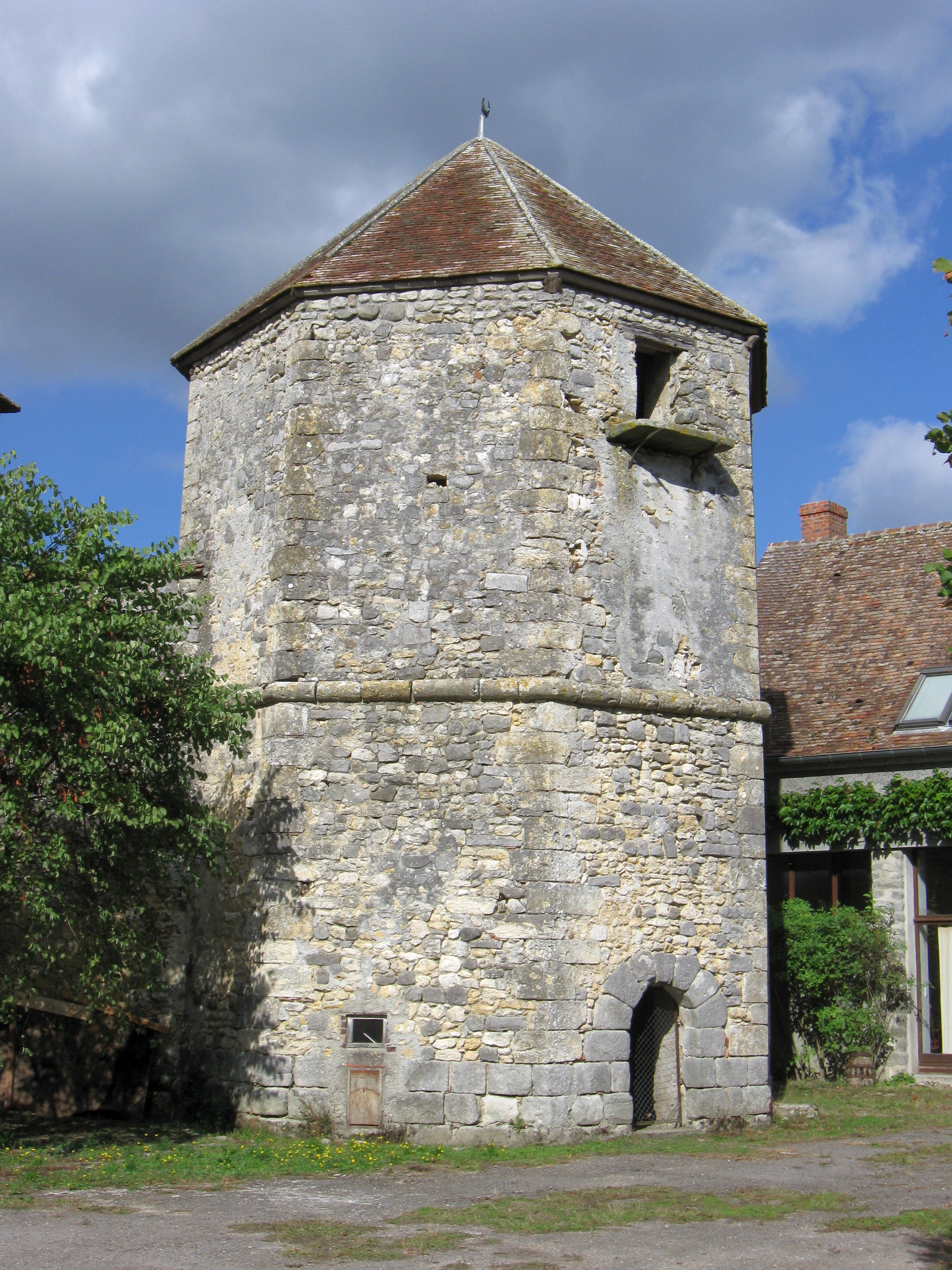
Taubenturm in Larchant

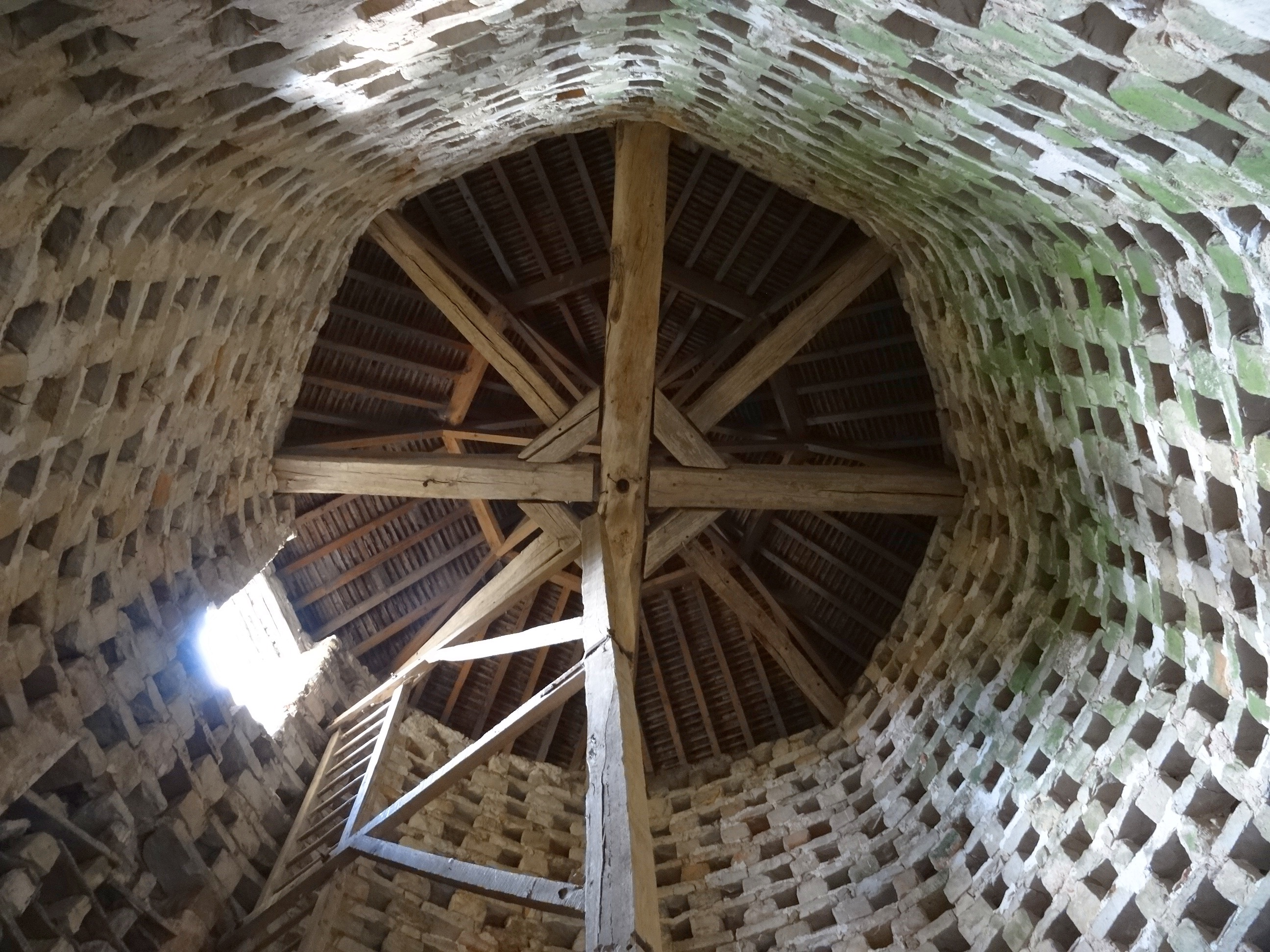
Innenansicht

Der Taubenturm (französisch colombier oder pigeonnier) in Larchant, einer französischen Gemeinde im Département Seine-et-Marne in der Region Île-de-France, wurde im 17. Jahrhundert errichtet.

## Geschichte
Der achteckige Taubenturm aus Bruchsteinmauerwerk steht neben der ehemaligen Zehntscheune, er gehörte zur Ferme du Chapître (Bauernhof des Kapitels). Eigentümer war das Domkapitel der Kathedrale Notre-Dame in Paris.
Die Scheune und der Taubenturm stehen seit 1981 als Monument historique auf der Liste der Baudenkmäler in Frankreich. Der Zugang zum Turm erfolgt über ein rundbogiges Portal, das von Hausteinen gerahmt wird. In der Turmmitte ist ein Gesims angebracht.